# Samtgemeinde Barnstorf
Die Samtgemeinde Barnstorf ist eine Samtgemeinde im Landkreis Diepholz in Niedersachsen. In ihr haben sich vier Gemeinden zur Erledigung ihrer Verwaltungsgeschäfte zusammengeschlossen. Die Samtgemeinde hat ihren Sitz im Flecken Barnstorf. 

## Geographie

### Geographische Lage
Die Samtgemeinde Barnstorf liegt im Tal der Hunte, in der Mitte eines von den Städten Bremen, Oldenburg und Osnabrück gebildeten Dreiecks.

### Samtgemeindegliederung
Mitgliedsgemeinden der Samtgemeinde Barnstorf sind: 
- der Flecken Barnstorf, Eingliederung der Gemeinden Aldorf, Dreeke und Rechtern
- die Gemeinde Drebber, Neugegründet aus den Gemeinden Cornau, Jacobidrebber und Mariendrebber
- die Gemeinde Drentwede, Eingliederung der Gemeinde Bockstedt
- die Gemeinde Eydelstedt, Eingliederung der Gemeinden Donstorf, Dörpel, Düste und Wohlstreck

## Geschichte
Die Samtgemeinde Barnstorf wurde durch einen freiwilligen Zusammenschluss im Jahr 1974 gebildet und besteht aus den ebenfalls zuvor neugebildeten vier Mitgliedsgemeinden Barnstorf, Drebber, Drentwede und Eydelstedt.

## Politik

### Samtgemeinderat
Der Samtgemeinderat der Samtgemeinde Barnstorf besteht aus 30 Ratsfrauen und Ratsherren. Die Ratsmitglieder werden durch eine Kommunalwahl für jeweils fünf Jahre gewählt. Die aktuelle Amtszeit begann am 1. November 2021 und endet am 31. Oktober 2026.
Stimmberechtigt im Rat der Samtgemeinde ist außerdem der hauptamtliche Samtgemeindebürgermeister Alexander Grimm (SPD).
Die letzte Kommunalwahl vom 12. September 2021 ergab das folgende Ergebnis:
| Partei                | Anteilige Stimmen | Anzahl Sitze |
| --------------------- | ----------------- | ------------ |
| SPD                   | 33,40 %           | 10           |
| CDU                   | 25,34 %           | 8            |
| WSB                   | 16,79 %           | 5            |
| Bündnis 90/Die Grünen | 15,32 %           | 4            |
| FDP                   | 9,14 %            | 3            |

Die Wahlbeteiligung bei der Kommunalwahl 2021 betrug 57,91 %

### Samtgemeindebürgermeister
Hauptamtlicher Samtgemeindebürgermeister der Samtgemeinde Barnstorf ist Alexander Grimm (SPD).
Bisherige Amtsinhaber
- 1974–1998: Helmut Engels
- 1998–2021: Jürgen Lübbers (SPD), erster hauptamtliche Samtgemeindebürgermeister von Barnstorf
- seit 2021: Alexander Grimm (SPD)

Samtgemeindedirektoren
- 1974–1986: Wilhelm Langhorst
- 1986–1998: Günter Laue

### Wappen
Das Wappen der Samtgemeinde Barnstorf ist identisch mit dem Wappen der Mitgliedsgemeinde Flecken Barnstorf.
Blasonierung: Es zeigt auf rotem Grunde einen blau gekrönten und bewehrten goldenen Löwen, der in den Vorderpranken ein silbernes Kreuz hält.